# Крапивна (Калужская область)
Крапивна — село в Ульяновском районе Калужской области России. Входит в сельское поселение «Деревня Мелихово».
В 2020 году селу присвоено почётное звание Калужской области «Рубеж воинской доблести»

## История
Согласно описанию Калужского наместничества в 1782 году, село принадлежало графу Якову Александровичу Брюсу. Находилось по обе стороны речки Крапивенка и при трех безымянных отвертках. Церковь деревянная во имя Казанской иконы Пресвятой Богородицы.
По состоянию на 1859 год село значилось владельческим в 60 верстах от уездного города Жиздры близ Волховского тракта при ручье Крапивна. В 154 дворах проживало 647 душ мужского и 655 женского пола. Действовали православная церковь и один завод.
В 1891 году вместо деревянной церкви силами прихожан была построена каменная с приделами Александра Невского и Всех Святых. В середине XX века церковь была закрыта, в 1950 здание переоборудовано под мастерские и склад зерна, а затем разобрано на кирпичи.

## Население
| 2002 | 2010 |
| ---- | ---- |
| 207  | ↘130 |